# Bartho Braat

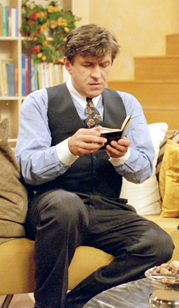
Braat in GTST, 1995

Marcus Bartholomeus (Bartho) Braat (Leiden, 17 augustus 1950) is een Nederlands acteur en stemacteur, voornamelijk bekend door zijn rol als Jef Alberts in Goede tijden, slechte tijden. Hij is eveneens bekend van zijn rol als Aai in Het wassende water en als Donald in de speelfilm Mama is boos!.

## Biografie
Braat werd in Leiden geboren als zoon van archeoloog Wouter C. Braat en groeide op in Oegstgeest. Na het behalen van zijn Gymnasium-diploma zou hij de studies Geschiedenis en Theaterwetenschap gaan volgen aan de Universiteit van Amsterdam. Hier werd hij lid van het Amsterdamsch Studenten Corps ASC/AVSV bij het dispuut S.I.R.I.U.S. In het jaar 1980 zat Braat korte tijd op de Amsterdamse Theaterschool, waar hij de opleidingen regie/documentaire volgde. Maar hij besloot om acteur te worden. Braat maakte zijn debuut op de Nederlandse televisie met een gastrol in de dramaserie Oma Fladder. Niet veel later volgde een gastrol van twee episodes in de VARA-komedie Zeg 'ns Aaa, een gastrol als Aai in Het wassende water en in 1987 de rol van vader in de beroemde "ze zei meneer tegen me" reclame van McDonald's.
Na een kleine rol in de speelfilm Mama is boos! volgde eind jaren tachtig gastrollen in onder andere In naam van Oranje, Medisch Centrum West, Spijkerhoek en Adriaen Brouwer. In 1990 werd Braat door Harry Klooster benaderd voor de rol van Neil van Dongen in de soap Goede tijden, slechte tijden. Hij gaf gedurende één aflevering gestalte aan dit karakter. Niet veel later, in 1991, zou Braat opnieuw benaderd worden. Ditmaal voor een vaste rol. Hij wilde alleen de rol van Jef Alberts spelen als actrice Henriëtte Tol de rol van zijn vrouw Karin op zich zou nemen. Tol moest de soap na ruim een jaar gedwongen verlaten omdat haar karakter in de Australische scripts niet meer voorkwam. Braat continueerde zijn rol. In april 2015 maakte Braat bekend dat hij na 24 jaar zou stoppen met zijn rol in de serie. Hier kwam hij in de zomer weer op terug. Op 11 januari 2016 maakte RTL bekend dat Braat toch zal stoppen met zijn rol bij de soap. Hij was in de aflevering van 21 januari 2016 voor het laatst te zien.
Naast de serie is Braat er altijd andere dingen naast blijven doen. Zo speelde hij in 2011 een aantal maanden mee in de musical La Cage Aux Folles.

## Filmografie

### Televisie
Hoofdrollen:
- Goede tijden, slechte tijden - Jef Alberts (1991-2016)
- De Pepernoten Club - Sinterklaas (2018-heden)

Gastrollen:
- Oma Fladder (1984)
- Zeg 'ns Aaa - Ben (1985, 1986)
- Adriaen Brouwer - Rol onbekend (1986)
- Het wassende water - Aai (1986)
- De Papegaai - eigenaar papegaai (1988)
- Medisch Centrum West - Gerrit Hiemstra (1988, 1990)
- Rust roest - verhuizer (1989)
- Commercial Mc Donald's (1989) - vader (Ze zei "meneer" tegen me)
- Twaalf steden, dertien ongelukken - Chef (afl. Leeuwarden, 1990)
- Spijkerhoek - arts (1990)
- Goede tijden, slechte tijden - Neil van Dongen (1990)
- De Legende van de Bokkenrijders - Meneer Bree (1994)
- Baantjer - Frank Stalknecht (afl. De Cock en de moord met 43 messen, 1997)
- Zie Ze Vliegen - zichzelf (2010)
- Expeditie Robinson – zichzelf, kandidaat (2016)
- Goede tijden, slechte tijden – Jef Alberts & Sinterklaas (2016–2019, 2021, 2024-heden)

### Film
- Overvallers in de dierentuin (1984) - Tractorman Piet
- Mama is boos! (1986) - Donald
- De ratelrat (1987) - kolonel marechaussee
- Goede tijden, slechte tijden: De reünie (1998) - Jef Alberts
- Jef (2006) - Jef Alberts
- Sinterklaas en de Verdwenen Pakjesboot (2009) - Berend Boef
- Joris en Boris en het Geheim van de Tempel (2012) - Grudo
- Het genootschap van Mendacium (2012) - president van de Verenigde Staten
- Fabula (2016) - korte film - Etienne van den Bemt
- De Vloek van Lughus (2021) - Rolf

### Nasynchronisatie
- Tweenies - Max (2002-2012)
- Snow Dogs - rol onbekend (2002)
- Finding Nemo - Meester Ray (2003)
- The Fairytaler - verschillende personages (2003-2005)
- Super Robot Monkey Team Hyperforce Go! - Mandarin (2005)
- Teenage Mutant Ninja Turtles - Splinter (2005)
- Rango - Roadkill (2011)
- Finding Dory - Meester Ray (2016)
- Smurfs: The Lost Village - Grote Smurf (2017)
- Smurfen - Grote Smurf (2025)

### Theater
- Stevie
- De Aanslag
- Escolette Ay Ay Ay
- Edida
- Op glad ijs
- Een wonderbaarlijke nacht
- Johanna de Waanzinnige
- De Burggravin van Vergi
- La Cage Aux Folles
- Taxi Taxi
- Prettig Gestoord
- Toms Magische Speelgoedwinkel
- Gare de Lyon
- De dementie van Jet en Harrie
- Eindeloos Theaterwerk (jaarlijks in Huizen)

### Muziek
- Acteur in videoclip van André Hazes jr., Leef (2015)